# La espera (película de 1956)
La espera es una película española de género propagandístico melodramático estrenada en 1956, dirigida por el debutante Vicente Lluch los exteriores se rodaron en Tembleque (Toledo) y los interiores en Barcelona. Cabe recordar quede los divisionarios que cayeron prisioneros del ejército soviético sobrevivieron 220 hombres que, a los pocos meses de fallecer Stalin fueron repatriados a España en abril de 1954. La película fue un fracaso de taquilla, en parte debido al nulo interés del argumento en la época de su estreno. Pese a ello Rosario García Ortega fue galardonada con la medalla del Círculo de Escritores Cinematográficos a la mejor actriz secundaria por su papel en la película.

## Sinopsis
La película narra la historia de unos amigos enrolados en la División Azul desde la óptica de las familias que esperan su regreso en el pueblo.

## Reparto
- Rosario García Ortega
- Rafael Arcos
- Mónica Pastrana
- Rafael Romero Marchent
- Alfredo Mayo
- José María Lado
- Paquito Amor
- Pedro Fenollar
- Miguel Ángel Fernández
- José Ramón Giner
- Gabriel González
- Fernando Heiko Vassel
- Rufino Inglés
- Miguel López
- Mario Morales
- Marcelino Ornat
- Julio Riscal
- José María Rodríguez
- Fernando Sanclemente
- Pilar Sanclemente
- Manuel Torres
- Luis Varela